# Erich Kaiser
Erich Kaiser, född 31 december 1871 i Essen, död 6 januari 1934 i München, var en tysk geolog.
Kaiser blev privatdocent i Bonn 1897, professor i geologi och mineralogi i Giessen 1904, i allmän och tillämpad geologi i München 1920. Kaiser behandlade i den allmänna geologin frågor från såväl den externa som den interna dynamiken. Särskilt ägnade han öknarna sitt arbete under en vistelse i tyska Sydvästafrika 1914-1919 Die Diamantenwüste Südwestafrikas (två band, 1926).